# 鳳しん也
鳳しん也（おおとりしんや、1948年3月17日 - ）は、岐阜県高山市出身の演歌歌手である。

## 人物
現在は芸名を『男ひばり 鳳しん也』と改名し、活動拠点を九州に移し、全国で活躍している。
音域も広く、男性曲女性曲に関係なく、数多くの曲を、オリジナルのキーで唄うことを得意としている。
本名：渡邉修一

## 経歴
- 1973年 高山市で結成されたアマチュアバンド「高山スイングエコー」のメンバーとして地元高山市を中心に活動。
- 1979年　11月 芸名「しんや修一」で歌手デビュー。「飛騨の匠」「下呂の夜」を発売。（エムズレコード）※プライベート盤
- 1981年　4月「お酒がほしい」「そんなおまえが好きなのさ」を発売。（エムズレコード）※プライベート盤
- 1981年　11月「お酒がほしい」「あさんず　えれじい」を発売。（キャニオンレコード）
  - ※歌手生活の始まりである
- 1983年  4月「高山本線」「高山本線（カラオケ）」を発売。（キャニオンレコード）
  - 9月5日 キャニオンレコードより「高山本線/お酒がほしい」を発売（EPのみの発売）。　※全国デビューとなる
- 1989年  作曲家「岡千秋」に師事
- 1991年  10月21日、ビクターエンタテインメントより「女房」「遠まわり」を発売
- 1993年  美空ひばりの曲を女形で唄うショーで全国に活躍
- 2000年  1月、芸名、男ひばり「鳳しん也」を襲名
- 2003年  9月21日 ビクターエンタテインメントより「高山本線」（カップリング曲:お酒がほしい）を8センチCDシングルにて発売
  - （女性用キーにアレンジを変えて発売）
- 2007年  3月 鳳ミュージック版のマキシシングル「お酒がほしい/高山本線」を発売。
- 2010年　9月22日、歌手生活30周年記念曲「博多恋橋」「夜がわらっている」を発売（コロムビアレコード）